# Controverse sur le déménagement des Browns de Cleveland
La controverse sur le déménagement des Browns de Cleveland est la décision du propriétaire des Browns de Cleveland Art Modell de délocaliser la franchise de National Football League à Baltimore pendant la saison 1995 de la NFL. Attaquée par la ville de Cleveland et des supporteurs abonnés, la ligue est contrainte d'abandonner le palmarès et l'histoire de la franchise à la ville. En retour, elle obtient l'autorisation de créer les Ravens de Baltimore avec l'effectif et l'organisation des Browns. Le Cleveland Stadium est démoli et un nouveau stade est construit, permettant à Cleveland d'obtenir une nouvelle franchise NFL en 1999. Après la draft d'expansion 1999, les Browns de Cleveland sont de retour dans la ligue lors de la saison 1999 de la NFL.